# 나를 찾아줘 (2014년 영화)
《나를 찾아줘》(영어: Gone Girl)는 데이비드 핀처가 감독한 2014년 미국의 범죄 스릴러 영화이다. 2012년에 출간 된 길리언 플린의 동명 소설을 원작으로 벤 애플렉, 로저먼드 파이크, 닐 패트릭 해리스, 타일러 페리, 캐리 쿤이 출연한다. 결혼 5주년을 앞두고 사라진 아내를 찾아나선 남편이 전 국민이 의심하는 용의자로 몰리면서 사건의 실체가 드러나는 내용을 담은 이 영화는 2014년 9월 26일 뉴욕 영화제의 개막작으로 첫 공개되었다. 10월 3일 미국 전역에 개봉하였으며 흥행과 비평 모두 성공을 거두었다.
로자먼드의 연기는 비평가들에 큰 호평을 받아, 그는 미국 아카데미상, 영국 아카데미 영화상(BAFTA), 골든 글로브상과 미국 배우 조합상(SAG) 여우조연상에 후보 지명되었다. 핀처는 골든 글로브상, 영국 아카데미 영화상(BAFTA), 크리틱스 초이스 영화상 감독상에 후보 지명되었다.

## 줄거리
유년시절, 어린이 동화시리즈 ‘어메이징 에이미’의 실제 여주인공이었던 에이미(로자먼드 파이크 분)는 어느 날 파티에서 별 볼일 없지만, 말솜씨만은 끝내주는 작가 닉(벤 애플렉 분)을 만난다. 에이미는 닉의 달콤한 속삭임에 푹 빠지고, 연애 시절 첫눈에 반한 두 사람은 결혼에 성공한다. 하지만, 당연히, 현실은 달랐다. 뜨거웠던 연애의 기억은 이미 더듬어 찾기도 어렵고, 게으르고 이기적인 닉의 본성이 세월이 흐르면서 드러나고, 이는 부부 갈등으로 이어진다. 게다가 바람까지 피운 닉은 아내에게 주먹마저 휘두른다. 연애 시절 자기가 바라던 남편 닉의 모습을 되찾고픈 에이미는 엄청난 사랑의 복수극을 계획한다.
결혼 5주년 기념일, 그렇게 둘 사이의 갈등이 평행선을 이루던 어느 날, 에이미가 돌연 사라지고 닉은 경찰에 실종 신고를 낸다. 늘 세상의 관심을 받으며 자란 유명인사였던 에이미가 돌연 사라지자 세상은 그녀의 행방에 관심을 집중한다. 언론에서는 연일 남편과 그녀의 관계를 집요하게 파고들고, 닉의 집앞에는 사람들이 몰려들어 그를 살인 용의자라며 비난한다.

## 배역
- 벤 애플렉 - 닉 던 역

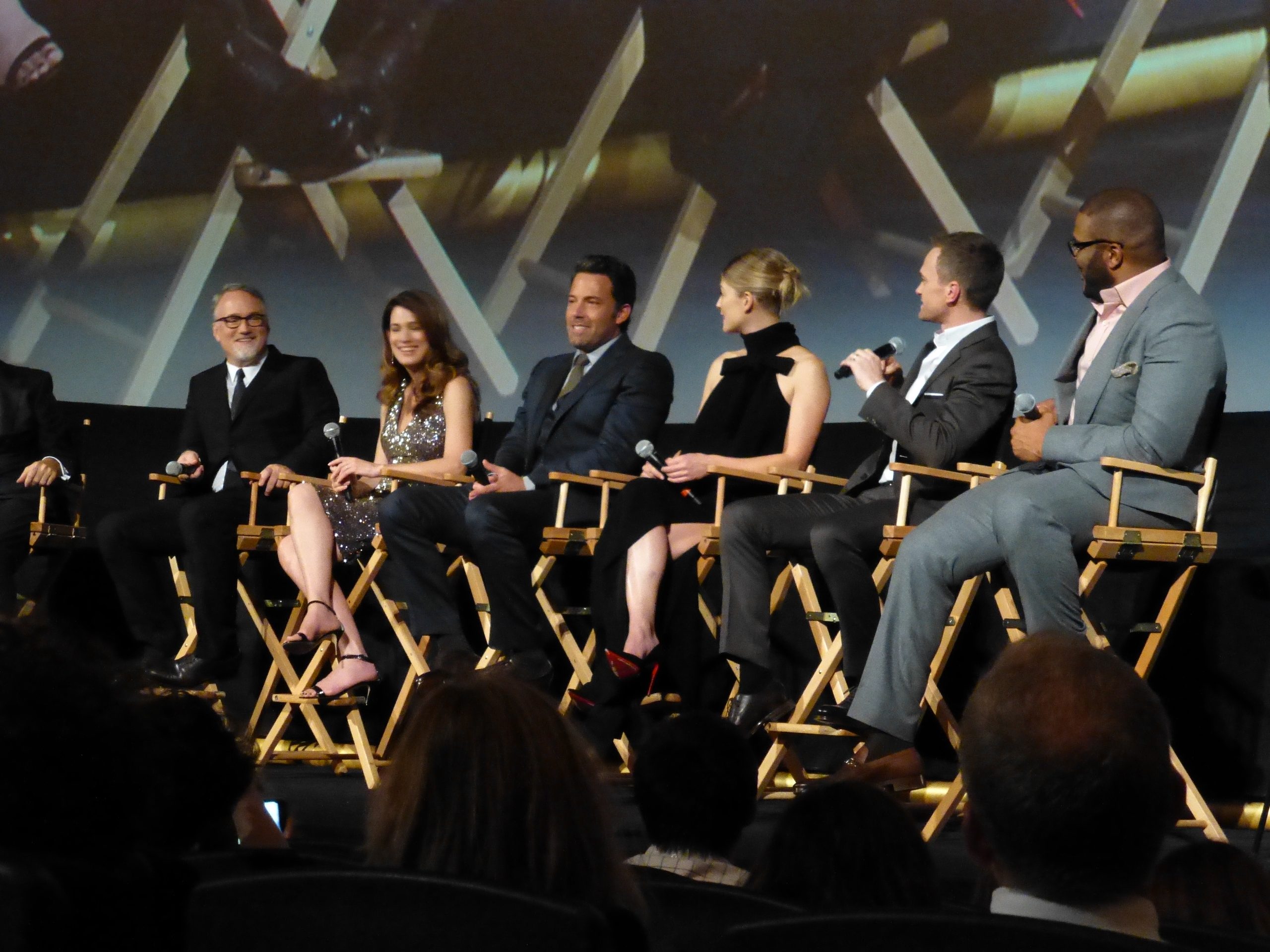
제52회 뉴욕 영화제에서 데이비드 핀처, 길리언 플린, 벤 애플렉, 로저먼드 파이크, 닐 패트릭 해리스와 타일러 페리

- 로저먼드 파이크 - 에이미 엘리엇던 역
- 닐 패트릭 해리스 - 데시 콜링스 역
- 타일러 페리 - 태너 볼트 역 (닉의 변호사)
- 캐리 쿤 - 마고 던 역 (닉의 이란성 쌍둥이 여동생)
- 킴 디킨스 - 론다 보니 형사 역
- 패트릭 푸짓 - 짐 길핀 직원 역
- 케이시 윌슨 - 노엘 호손 역
- 미시 파일 - 엘런 애벗 역
- 셀라 워드 - 샤론 시버 역
- 에밀리 라타이코프스키 - 앤디 역
- 캐슬린 로즈 퍼킨스 - 쇼나 켈리 역
- 리사 베인스 - 메리베스 엘리엇 역 (에이미의 어머니)
- 데이비드 클레넌 - 랜드 엘리엇 역 (에이미의 아버지)
- 스쿠트 맥네리 - 토미 오하라 역
- 보이드 홀브룩, 롤라 커크 - 제프, 그레타 역
- 시드 스트리트매터 - 모린 던 역 (닉의 어머니)
- 레너드 켈리영 - 빌 던 역 (닉의 아버지)